# Chaetona piliseta
Chaetona piliseta är en tvåvingeart som först beskrevs av Wulp 1890.  Chaetona piliseta ingår i släktet Chaetona och familjen parasitflugor. Inga underarter finns listade i Catalogue of Life.